# M/T Sanchi
L'M/T Sanchi és un petrolier, registrat a Panamà, construït el 2008 i operat per la Companyia Nacional de Petroliers de l'Iran. El 6 de gener de 2018 va xocar contra el vaixell de càrrega CF Crystal quan transportava 136.000 tones de petroli cru iranià amb destinació a Daesan (Corea del Sud).

## Història
El vaixell va ser construït el 2008 amb el nom original de Saman, amb registre de Malta. El 2012 va ser reanomenat Sepid i registrat a Tuvalu. Més tard aquell mateix any va ser reanomenat Gardenia i, el 2013, Seahorse. El 2013 va ser registrat a 2013 amb el nom de Sanchi.

### Col·lisió de 2018
El dia 6 de gener de 2018 va xocar contra un vaixell de càrrega amb 64.000 tones de cereals d'origen nord-americà, CF Crystal, a unes 160 milles nàutiques de la costa de Xangai, segons ha confirmat el ministeri de Transports de la Xina. Els 21 tripulants del vaixell de càrrega van ser rescatats, però els primers dies tan sols es va recuperar tres cadàvers de la tripulació del petrolier. El 14 de gener es va enfonsar definitivament i el govern iranià va donar per morts als 29 tripulants desapareguts.
El vessament de petroli vinculat a aquest accident marítim suposa un important risc de contaminació del medi marí.